# Mangan
Mangan (nota anche con i nomi di Mangen, Mangang, Mongon, Mangan Bazar) è una città dell'India di 1.248 abitanti, capoluogo del distretto del Sikkim Settentrionale, nello stato federato del Sikkim. In base al numero di abitanti la città rientra nella classe VI (meno di 5.000 persone).

## Geografia fisica
La città è situata a 27° 31' 0 N e 88° 31' 60 E e ha un'altitudine di 955 m s.l.m..

## Società

### Evoluzione demografica
Al censimento del 2001 la popolazione di Mangan assommava a 1.248 persone, delle quali 768 maschi e 480 femmine. I bambini di età inferiore o uguale ai sei anni assommavano a 170, dei quali 91 maschi e 79 femmine. Infine, coloro che erano in grado di saper almeno leggere e scrivere erano 856, dei quali 555 maschi e 301 femmine.